# فلور واژن

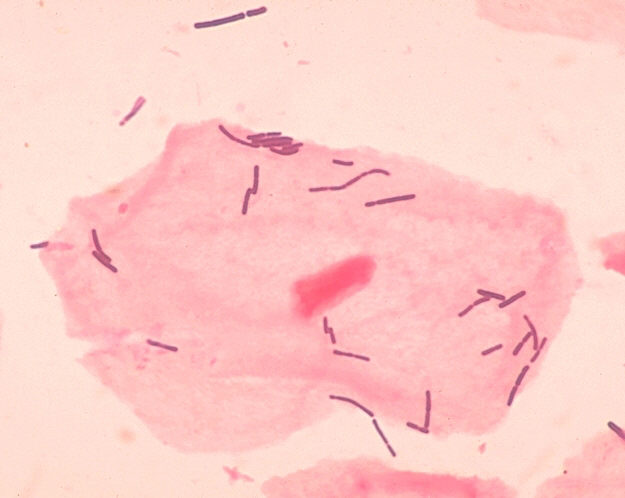
لاکتوباسیل‌ها و یک سلول بافت پوششی واژن

فلور واژن، (به انگلیسی: Vaginal flora) میکروبیوتای واژن (به انگلیسی: vaginal microbiota) یا میکروبیوم واژن (به انگلیسی: vaginal microbiome) میکروارگانیسم‌هایی هستند که واژن را کلونیزه می‌کنند. آنها توسط آلبرت دودرلین متخصص زنان آلمانی در سال ۱۸۹۲ کشف شدند و بخشی از ریزاندامگان همزیست انسان هستند. مقدار و نوع باکتری‌های موجود، پیامدهای قابل توجهی بر سلامت کلی فرد دارند. باکتری‌های کلونی‌ساز اولیه یک فرد سالم از جنس لاکتوباسیلوس، مانند L. crispatus هستند و تصور می‌شود اسید لاکتیکی که تولید می‌کنند واژن را در برابر عفونت ناشی از گونه‌های بیماری‌زا محافظت می‌کند.

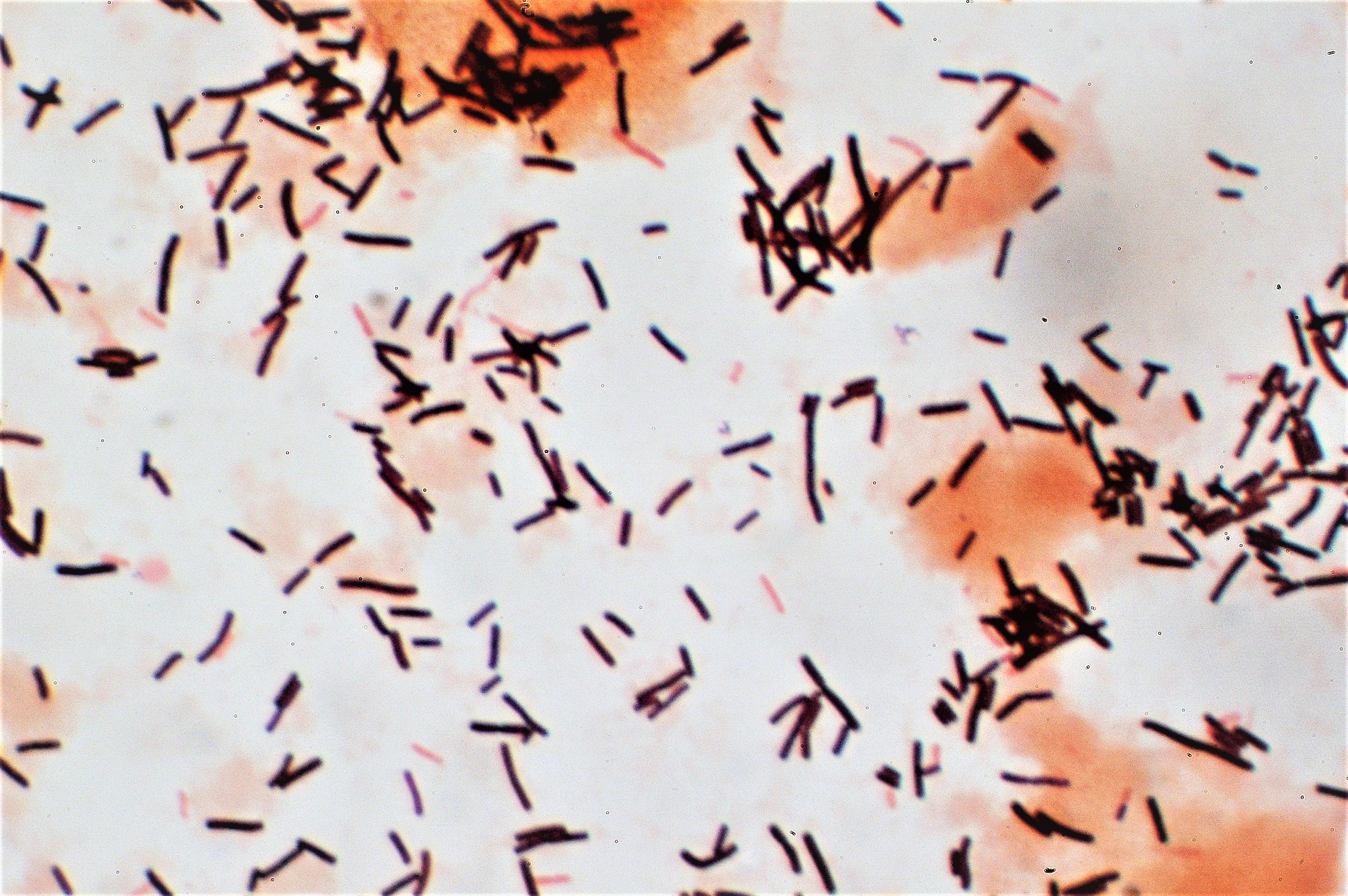
رنگ‌آمیزی گرم (Gram stain) از لاکتوباسیل‌ها و سلول‌های اپیتلیوم بافت پوششی در نمونه سواب واژن. این یکی از روش‌های آزمایشگاهی است که برای مشاهده باکتری‌ها و سلول‌های موجود در نمونه استفاده می‌شود.

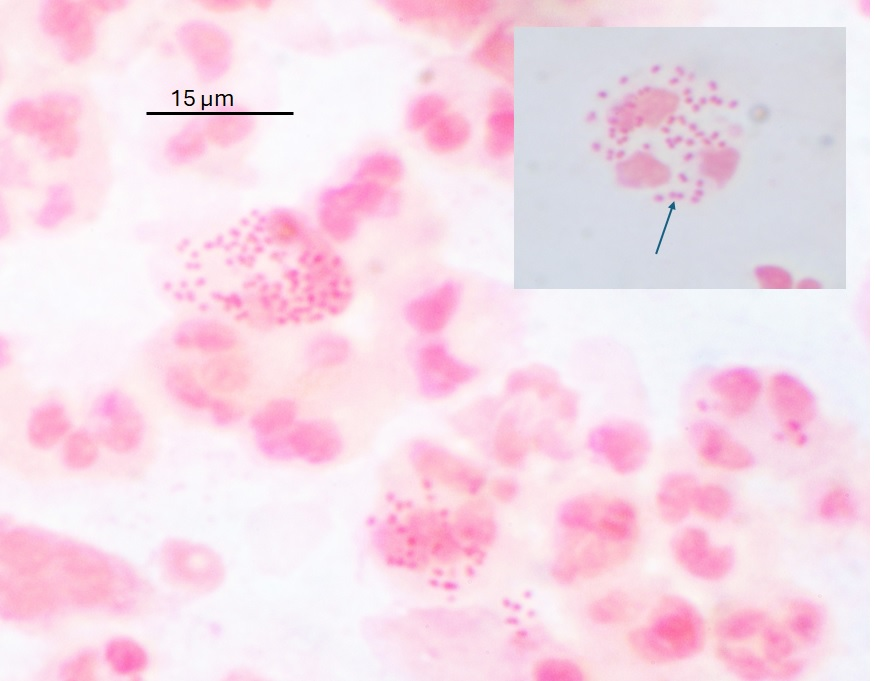
رنگ آمیزی گرم سواب واژن که گونوکوکی (به صورت جفت - پیکان) را در داخل گرانولوسیت‌های پلی‌مورفونوکلئر نشان می‌دهد.

## بارداری
تأثیر استفاده از تامپون بر فلور واژن مورد بحث است، اما به نظر می‌رسد استفاده از تامپون تعادل حضور باکتری را به‌طور قابل توجهی تغییر نمی‌دهد. بارداری با کاهش تنوع گونه/جنس، میکروبیوتا را تغییر می‌دهد.

## تحقیقات
تحقیقات نشان داده است که وجود لاکتوباسیل‌ها در واژن با بروز کمتر عفونت‌های مقاربتی مرتبط است.